# Reinald de Stavanger
Reinald est un évêque catholique norvégien. Il fut le premier évêque du diocèse de Stavanger. 

## Biographie
Reinald venait de Winchester en Angleterre. Il a été nommé vers 1112 1er évêque de Stavanger par le roi Sigurd Ier dont il favorise avec complaisance le divorce en 1128. Il est connu pour avoir entrepris la construction de la cathédrale de Stavanger, vers 1125. Partisan du roi Magnus IV après la déposition de ce dernier il entre en conflit avec Harald IV de Norvège à qui il aurait refusé de livrer le trésor de son église et il est pendu à Bergen le 18 janvier 1135
,.